# Oemospila maculipennis
Oemospila maculipennis là một loài bọ cánh cứng trong họ Cerambycidae.